# Лос-Анджелес Кингз
«Лос-А́нджелес Кингз» (англ. Los Angeles Kings) — профессиональный хоккейный клуб, выступающий в Национальной хоккейной лиге. Клуб основан 9 февраля 1966 года. Вошёл в состав НХЛ в результате расширения 1967 года.
«Кингз» один раз стали победителями своего дивизиона в сезоне 1990/91. В 28 сезонах участвовали в плей-офф, из них в 12 проходили дальше первого раунда и 4 раз далее второго. Лучших результатов «Кингз» добились в сезоне 2011/2012, когда впервые стали обладателями Кубка Стэнли, обыграв в шести матчах «Нью-Джерси Девилз», и в 2013/14, когда вновь выиграли Кубок Стэнли, переиграв в 5 матчах «Нью-Йорк Рейнджерс». Третий по значению результат — финал Кубка Стэнли в сезоне 1992/93, в котором «Кингз» уступили «Монреаль Канадиенс» в пяти играх.
В составе команды в разное время выступали такие известные игроки как Марсель Дионн, Уэйн Гретцки, Люк Робитайл, Яри Курри, Пол Коффи и другие. Ряд игроков «Кингз» являются членами Зала хоккейной славы.
Клуб базируется в городе Лос-Анджелес, штат Калифорния, США. Домашней ареной команды является «Crypto.com-арена».

## История

### Создание и первые годы
До появления «Кингз» в Калифорнии существовали профессиональные хоккейные команды, в том числе клуб «Лос-Анджелес Монархс», выступавший в 30-е годы в Хоккейной лиге тихоокеанского побережья (PCHL) и «Лос-Анджелес Блейдс», игравший в Западной хоккейной лиге в 1960-х.
Заплатив $2 миллиона вступительного взноса, предприниматель канадского происхождения Джек Кент Кук получил право на владение клубом НХЛ в Лос-Анджелесе, начиная с сезона 1967/68.
На пост главного тренера новой команды, получившей название «Кингз», Кук пригласил знаменитого в прошлом игрока «Детройт Ред Уингз» и «Торонто Мейпл Лифс», обладателя восьми Кубков Стэнли, Леонарда «Реда» Келли. Генеральным менеджером команды был назначен Ларри Реган. На драфте расширения для команд-новичков одним из новых игроков «Кингз» стал вратарь Терри Савчук, правда, находившийся на закате своей карьеры.
Первая официальная игра нового клуба состоялась 14 октября 1967 года против «Филадельфии Флайерз» на льду «Лонг-Бич Арены». «Кингз», благодаря двум шайбам Брайана Килри, победили со счётом 4:2.
В свой первый сезон «Кингз» одержали 31 победу и финишировали на втором месте в Западном дивизионе, всего лишь одно очко уступив «Филадельфии». Лидерами команды в первом сезоне стали Эдди Джоэл и Уильям Флетт, набравшие 57 и 46 очков соответственно.
В первом раунде плей-офф «Кингз» уступили в семи играх «Миннесоте Норт Старз». Седьмой матч серии состоялся 18 апреля 1968 года и закончился со счётом 9-4.
Свой второй сезон под руководством Рэда Келли «Кингз» провели значительно слабее, всего 24 победы при 42 поражениях. Ещё 10 матчей закончились вничью.
«Короли» закончили сезон на четвёртом месте в Западном дивизионе, дающем право сыграть в плей-офф. В первом круге в семи матчах были повержены «Окленд Силз», но затем «Кингз» уступили «всухую» «Сент-Луис Блюз».
С сезона 1969/70 по 1972/73 из-за ошибок Кука в комплектовании команды «Кингз» скатились в стан аутсайдеров лиги, а тренеры в то время менялись практически ежегодно. Игра «Кингз» стала более стабильной после того, как старшим тренером стал Боб Пулфорд. В 1972 году в команду пришёл вратарь Роже Вашон. С его непосредственной помощью игра «Кингз» стала более стабильной и уже в 1974 году, заняв в своём дивизионе 3-е место с 78 очками, команда вернулась в плей-офф, где уступила в 1/4 финала «Чикаго Блэкхокс».
Под руководством Пулфорда, «Лос-Анджелес» стал показывать дисциплинированную игру в защите, что принесло свои плоды — в сезоне 1974/75 «Кингз» со 105 очками заняли 4-е место в регулярном чемпионате, а по количеству пропущенных шайб были и вовсе вторыми, уступив лишь «Флайерз». Однако команду ожидала неудача в розыгрыше Кубка Стэнли, где она проиграла уже на предварительном этапе.

### Эпоха Марселя Дионна

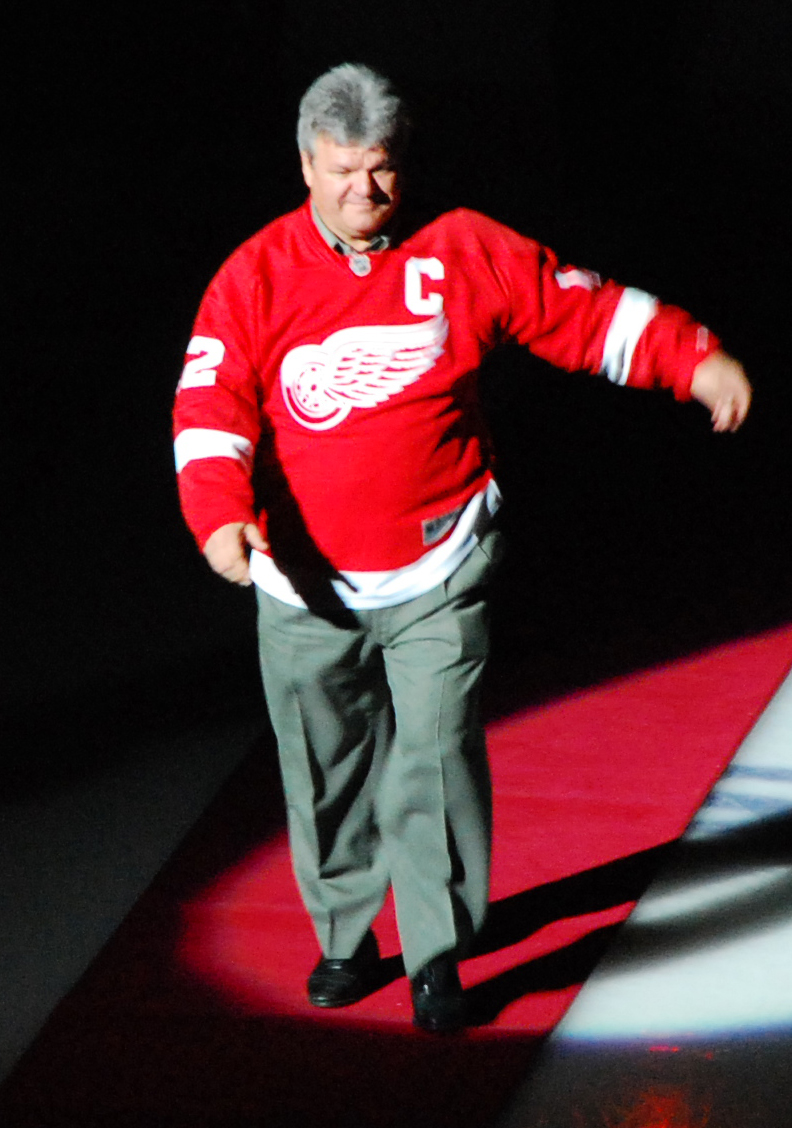
Марсель Дионн

Продолжающиеся неудачи в плей-офф подтолкнули Кука к подписанию крупного контракта в 1975 году с Марселем Дионном, который был не удовлетворён ситуацией в «Детройте». Дионн к тому моменту уже считался «суперзвездой» лиги, и его приход немедленно отразился на результатах команды. 94 очка Дионна (40 голов, 54 передачи) помогли «Кингз» одержать 38 побед и с 85 очками в сезоне занять второе место в своём дивизионе. Приход Дионна привлёк на трибуны болельщиков.
В последующие несколько сезонов Дионн стал настоящим лидером команды, а в сезоне 1979/80 с помощью своих партнёров по звену Чарли Симмера и Дэйва Тейлора (это звено получило прозвище Triple Crown Line — «тройная корона») стал лучшим бомбардиром регулярного чемпионата, набрав 137 очков (53+84).
Несмотря на результативную игру Дионна, «Кингз» никак не могли добиться больших успехов в плей-офф, выбывая на ранних стадиях. В первой половине 80-х команда показывала посредственную игру и трижды не смогла пробиться в розыгрыш Кубка Стэнли.

### Приход Уэйна Гретцки и первый финал

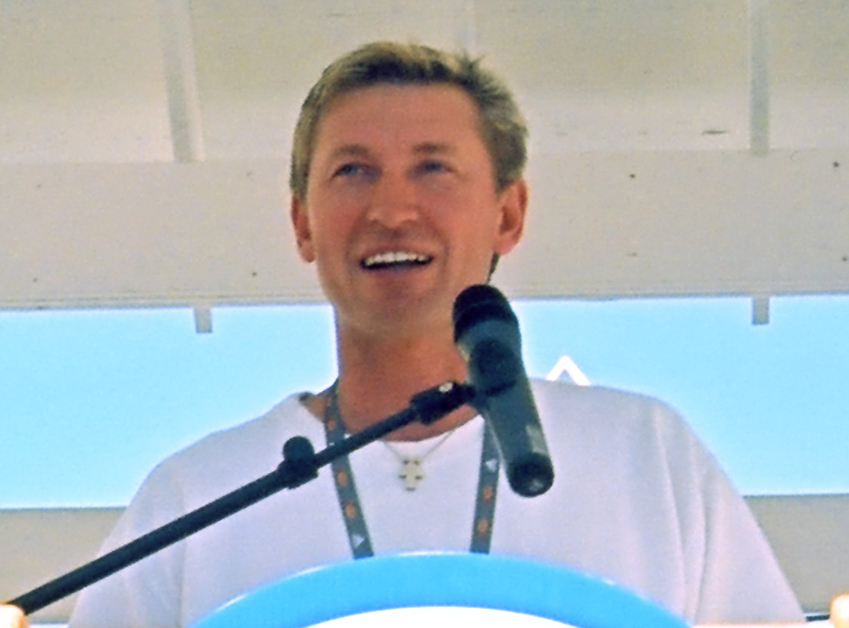
Уэйн Гретцки

В сезоне 1986/87 совладельцем команды стал Брюс Макнэлл, который буквально за один день превратил «Кингз» из аутсайдера лиги в претендента на кубок Стэнли. 9 августа 1988 года ему удалось совершить сделку с «Эдмонтон Ойлерз» и получить от «нефтяников» Уэйна Гретцки, Марти Максорли и Майка Крушельницки в обмен на Джимми Карсона, Мартина Желину и права на 3 выбора в первом раунде драфта в следующие 5 лет, а также $15 миллионов. Эта сделка вызвала резонанс в хоккейном мире. Также Макнэлл изменил клубные цвета на серебристый и чёрный.

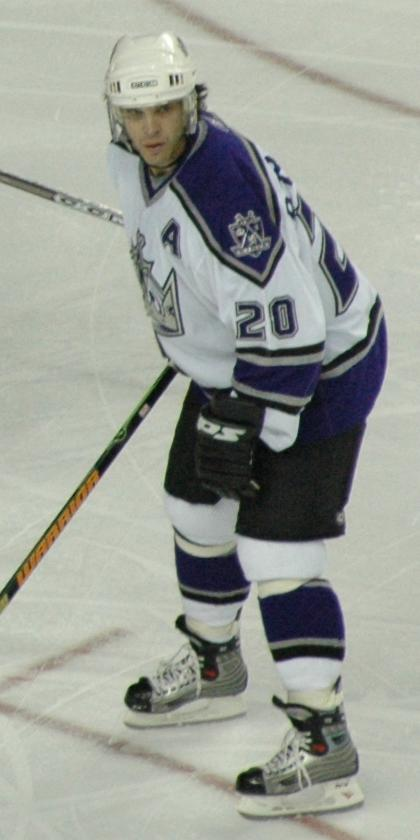
Люк Робитайл в игре за «Кингз»

В отличие от Дионна, Гретцки не только стал собирать неимоверные толпы болельщиков, но и помог значительно улучшить показатели команды.
В первом же своём сезоне в составе «Кингз» Гретцки набрал 168 очков (54 гола и 114 передач) и завоевал свой девятый по счёту «Харт Мемориал Трофи» как самый ценный игрок лиги. Успешное выступление Гретцки сказалось и на результатах команды. «Кингз», одержав 42 победы и набрав 91 очко, заняли 2-е место в Западной конференции и 4-е во всей лиге. В первом раунде плей-офф «Кингз» встретились с предыдущей командой Гретцки — «Эдмонтон Ойлерз». Проигрывая по ходу серии 1—3, «короли» смогли переломить ход серии и одержать победу в семи матчах. Одним из слагаемых успеха стала феноменальная игра никому не известного игрока Криса Контоса, забросившего в ворота «Ойлерз» 9 шайб. В следующем раунде «Кингз» «всухую» уступили будущим чемпионам — «Калгари Флэймз».
В сезоне 1990/91 «Кингз» набрали 102 очка в регулярном чемпионате, заняв первое место в своём дивизионе. В 1993 году ведомая Гретцки и Люком Робитайлом команда впервые в своей истории дошла до финала Кубка Стэнли, но уступила в 5 матчах «Монреалю».

### Из лидеров в аутсайдеры
После этого успеха неожиданно для всех «Кингз» превратились в аутсайдера лиги и не могли пробиться в плей-офф до 1998 года. Стареющий Гретцки попросил обмена в более сильную команду и в 1996 году был отправлен в «Сент-Луис».
Успех команды в сезоне 1997/98, когда «Кингз» набрали на 20 очков больше, чем в предыдущем сезоне и вышли в плей-офф, связан с тренером Ларри Робинсоном, отыгравшим за «Королей» 3 сезона, и капитаном команды Робом Блэйком, одним из лучших защитников НХЛ конца 90-х.
В сезоне 1998/99 команду постиг очередной спад, и Робинсон покинул свой пост. Под руководством нового тренера Мюррея и добавлением в линию атаки Жигмунда Палффи «Кингз» в сезоне 1999/2000 вернулись в розыгрыш Кубка Стэнли, но были повержены «Детройт Ред Уингз» в четырёх матчах первого раунда.
В 2001 году калифорнийский клуб взял реванш, обыграв «Детройт» в семи играх. Во втором раунде «Кингз» дали настоящий бой «Колорадо Эвеланш», но уступили в тех же семи играх. По ходу сезона 2001/02 «Лос-Анджелес» усилил свой состав, приобретя у «Бостона» Джейсона Эллисона. В первом раунде розыгрыша Кубка Стэнли «Кингз» снова встретились с «Колорадо» и снова проиграли в семи матчах.
После локаута в сезоне 2004/05, ряды «Кингз» пополнили Валерий Буре, Джереми Рёник и Павол Демитра. «Короли» хорошо стартовали в сезоне 2005/06, но во второй половине сезона вновь возникли проблемы, и команда откатилась со второго места в январе в Западной конференции на десятое по итогам сезона. 21 марта 2006 года главный тренер команды Энди Мюррей был отправлен в отставку. Его место занял Джон Торчетти. За три игры до окончания сезона легенда «Кингз» Люк Робитайл объявил о завершении карьеры игрока.
В сезоне 2009/10 команда вышла в плей-офф, где уступила «Ванкуверу» в первом раунде.

### Два Кубка Стэнли за 3 года

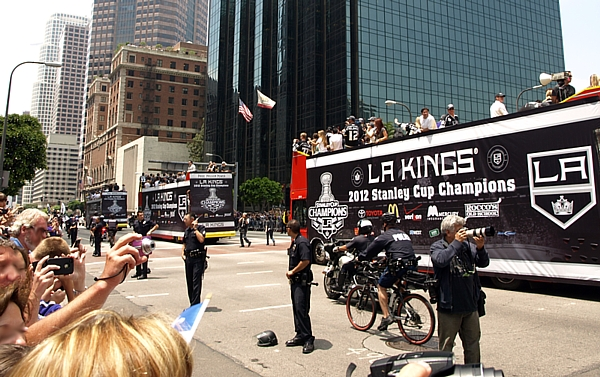
14.06.2012 — Парад в Лос-Анджелесе в честь завоевания «Кингз» Кубка Стэнли

В сезоне 2011/12 команда попала в плей-офф с восьмого места. Победив в пяти матчах «Ванкувер», без поражений пройдя «Сент-Луис Блюз», затем в пяти встречах одолев «Финикс Койотис», «Кингз» вышли в финал Кубка Стэнли. Обыграв в шести матчах «Нью-Джерси Девилз», «Лос-Анджелес» завоевал свой первый Кубок Стэнли, став при этом первой в истории НХЛ командой, которая победила, выйдя в плей-офф с восьмого места в своей конференции. По ходу сезона команду возглавил Дэррил Саттер, который уже доводил до финала другую команду — «Калгари Флэймз» в плей-офф 2004, также обыгравшую всех победителей дивизионов Западной конференции.
В сезоне 2013/14 команда смогла добиться уникального достижения. В первом раунде плей-офф 2014 года «Кингз» встречались с «Сан-Хосе Шаркс». Проиграв первые три матча, «Лос-Анджелес» смог вначале сравнять счёт в серии, а потом и выиграть седьмой матч. До этого лишь трём командам в НХЛ удавалось подобное: «Торонто Мейпл Лифс» в финале Кубка Стэнли 1942, «Нью-Йорк Айлендерс» в 1975 году и «Филадельфия Флайерз» в плей-офф 2010. После победы над «Сан-Хосе» «Короли» в полуфинале конференции встретились с другим клубом из Калифорнии — «Анахайм Дакс». «Утки», ведомые Теему Селянне, Кори Перри и Райаном Гецлафом, вели по ходу противостояния 3-2, но «Кингз» сумели сначала сравнять счёт в серии, а в последнем матче и разгромить «Анахайм» со счётом 6:2. В финале конференции «Лос-Анджелес» встретился с действующим обладателем Кубка Стэнли «Чикаго Блэкхокс», и это противостояние также закончилось в 7 матчах. В овертайме седьмого матча «Лос-Анджелес» сломил сопротивление своих прошлогодних обидчиков и спустя два года снова оказался в финале Кубка Стэнли, где в пятиматчевой серии обыграл «Нью-Йорк Рейнджерс». Решающую шайбу во втором овертайме забросил защитник Алек Мартинес.

## Арены
На протяжении своей истории команда сменила 4 домашние арены.
К началу сезона 1967-68 «Форум», домашняя арена «Кингз», ещё не был достроен. Поэтому «короли» начали сезон в стенах «Лонг Бич Арены», располагающейся в городе Лонг-Бич в 30 километрах от Лос-Анджелеса. Арена была построена в 1962 году и вмещала 11200 зрителей в хоккейной конфигурации. «Кингз» провели два матча в стенах арены, включая самый первый матч в своей истории. 14 октября 1967 года в присутствии 7023 болельщиков «Лос-Анджелес» переиграл «Филадельфию» со счётом 4-2. Вторая игра состоялась 15 октября 1967 года и также закончилась победой «Кингз». Со счётом 5-3 была повержена «Миннесота Норт Старз». Матч посетило 4289 человек. Это были единственные два матча, которые «Кингз» провели в Лонг-Бич.
После двух побед в стенах «Лонг Бич Арены» «короли» отправились в 6-матчевое турне, по возвращении из которого переехали в «Лос-Анджелес Мемориал Спортс Арена». Арена вместительностью 14546 человек была открыта 4 июля 1959 года и являлась домашней ареной команды НБА «Лос-Анджелес Лейкерс». Первый матч «Кингз» на новом месте состоялся 31 октября 1967 года, и закончился поражением «Лос-Анджелеса» от «Нью-Йорк Рейнджерс» со счётом 1-6. Всего арена приняла 14 домашних матчей «Кингз». В 8 из них победу праздновали «короли», в 6 — гости.
В конце декабря 1967 года «Кингз» переехали в свою постоянную домашнюю арену «Форум». «Форум» являлся домом для «королей» более тридцати лет, вплоть до 1999 года. «Форум» или, как его называли, «Потрясающий Форум» (англ. Fabulous Forum) был построен владельцем «Кингз» Джеком Кентом Куком. Арена стоимостью 16 миллионов долларов имела в плане форму правильного круга и вмещала 16005 зрителей в хоккейной конфигурации. Первый матч на льду новой арены «Кингз» провели 30 декабря 1967 года и уступили «Филадельфии» со счётом 0-2.
Всего на льду «Форума» «Кингз» провели 1204 матча регулярных чемпионатов, в которых одержали 572 победы. Также нальду арены состоялось 69 домашних матчей плей-офф (32 победы), в том числе 2 матча финала Кубка Стенли в сезоне 1992-93.
В 1999 году «Кингз» в четвёртый раз поменяли домашнюю арену. Новым домом для «королей» стал «Стэйплс Центр». Строительство арены, вмещающей 18118 зрителей, обошлось в 407 миллионов долларов. Первый домашний матч в стенах «Стэйплс Центра» «Кингз» провели 20 октября 1999 года против «Бостон Брюинз». Матч закончился вничью со счётом 2-2. С 1999 года по настоящее время «Кингз» провели более 450 домашних матчей на льду «Стэйплс Центра» и одержали в них 221 победу. 27 декабря 2003 года в «Стэйплс Центре» был установлен рекорд посещаемости для Калифорнии. За матчем между «Лос-Анджелес Кингз» и «Сан-Хосе Шаркс» наблюдали 18743 человека. 19 января 2006 года на льду «Стэйплс Центра» Люк Робитайл, забросив свои 550-ю, 551-ю и 552-ю шайбы, стал лучшим бомбардиром в истории клуба.
В первых двух матчах сезона 2007—2008 «Лос-Анджелес Кингз» сыграли против «Анахайм Дакс». Матчи прошли на «Арене О2» в Лондоне, Великобритания. «Кингз» выступали номинальными хозяевами в первом из двух матчей.
Также первые два матча чемпионата 2011/2012 «Кингз» проводили в Стокгольме и Берлине, где выступали в роли хозяев.
25 января 2014 года на бейсбольном стадионе Доджер-стэдиум в рамках Стадионной серии состоялся хоккейный матч между «Лос-Анджелес Кингз» и «Анахайм Дакс», в котором победу одержали «утки» со счётом 3:0.

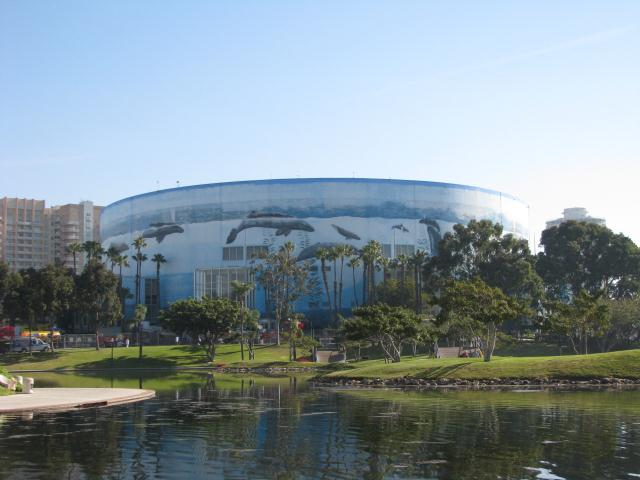
Лонг-Бич Арена
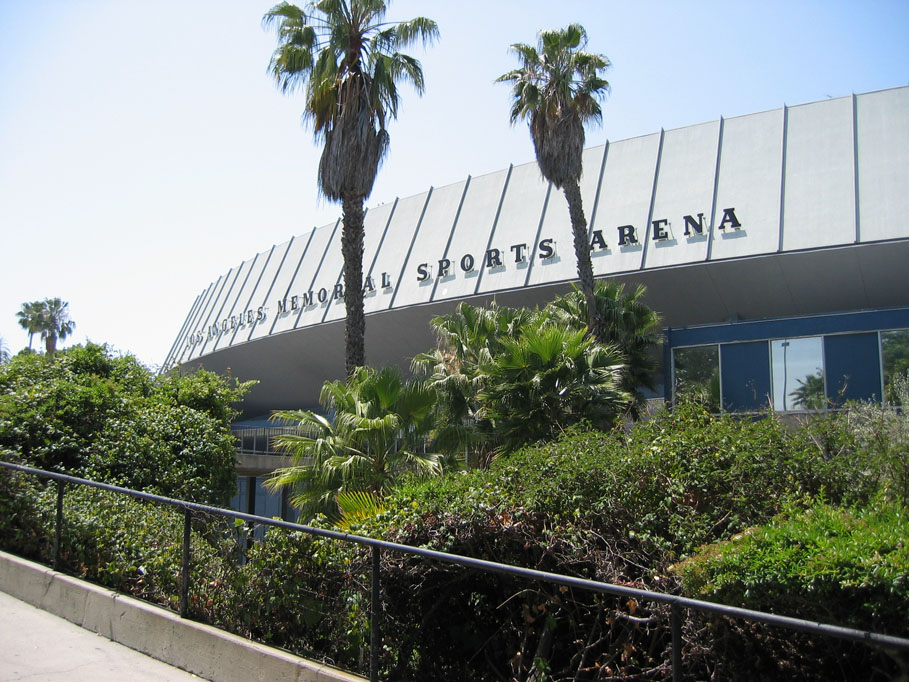
Лос-Анджелес Мемориал Спортс Арена
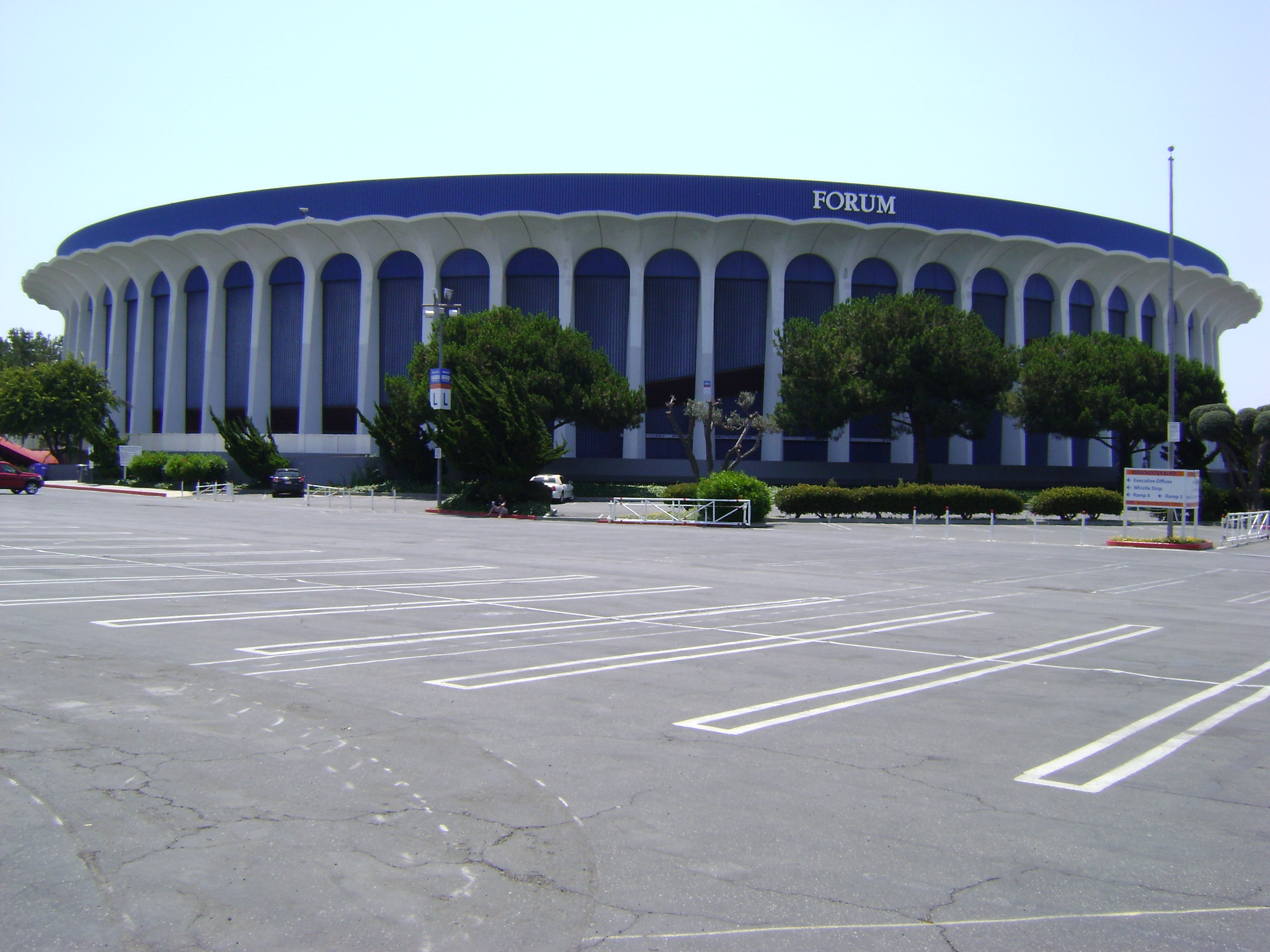
Фабьюлус Форум
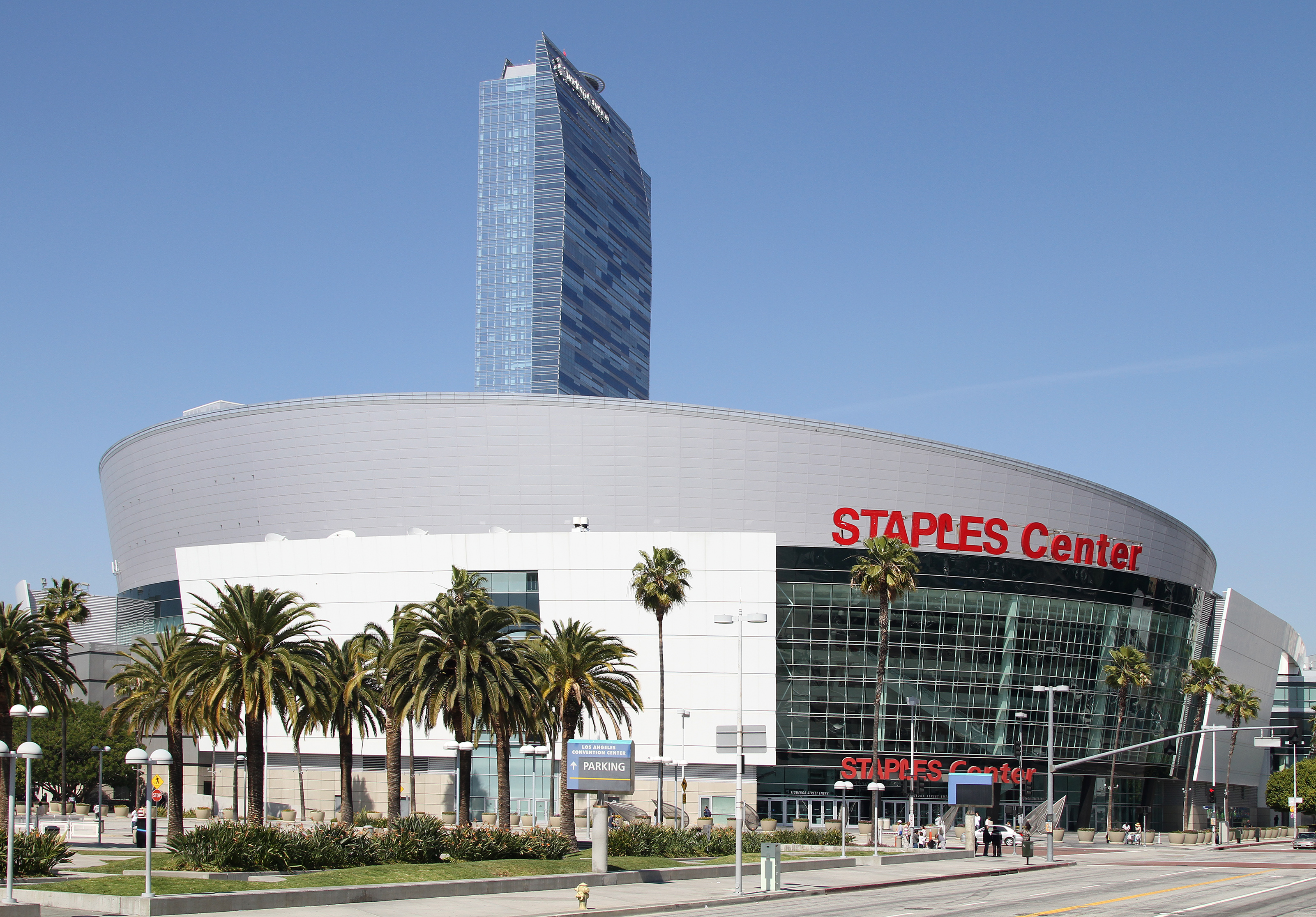
Стэйплс Центр
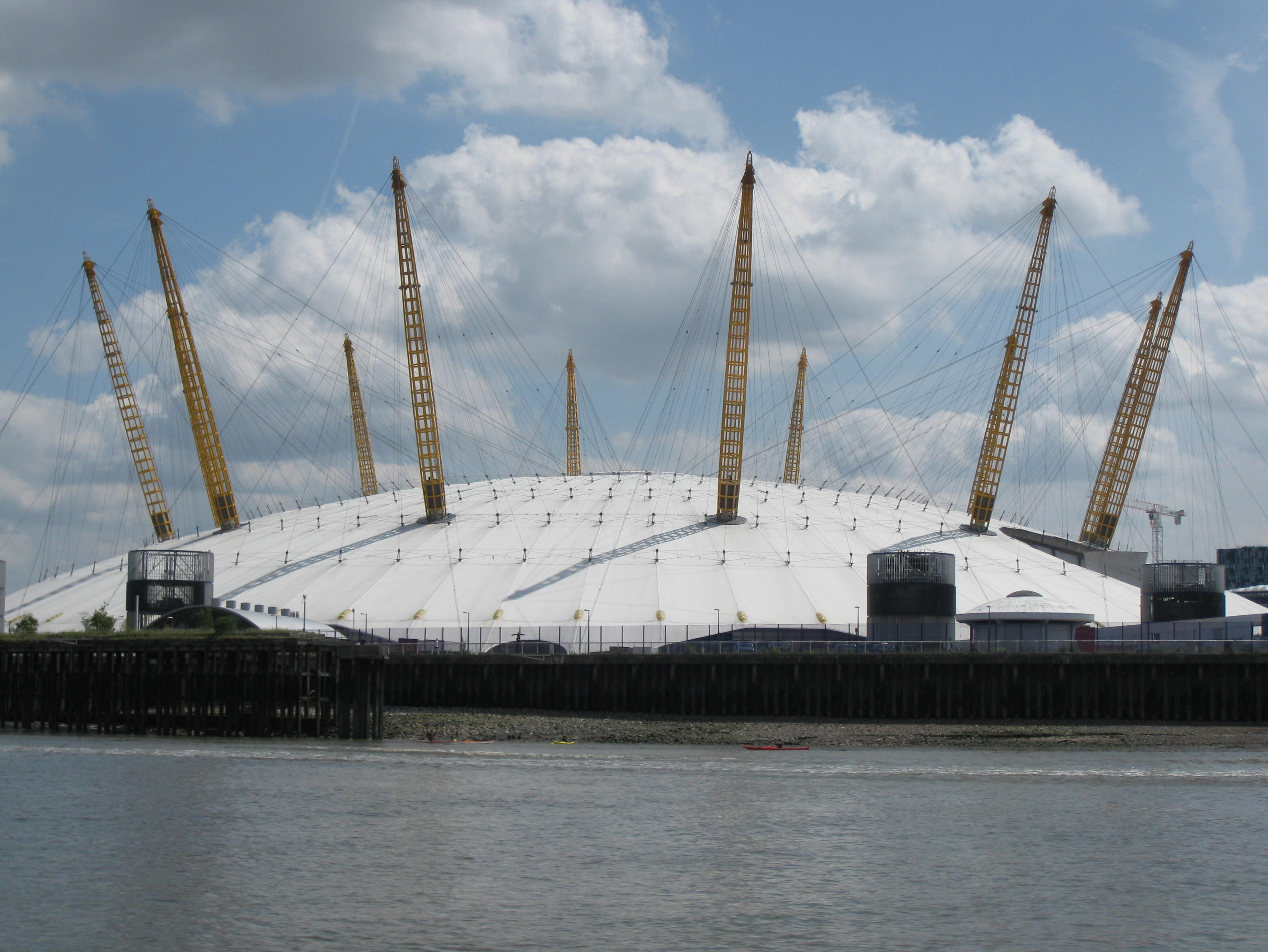
Арена О2
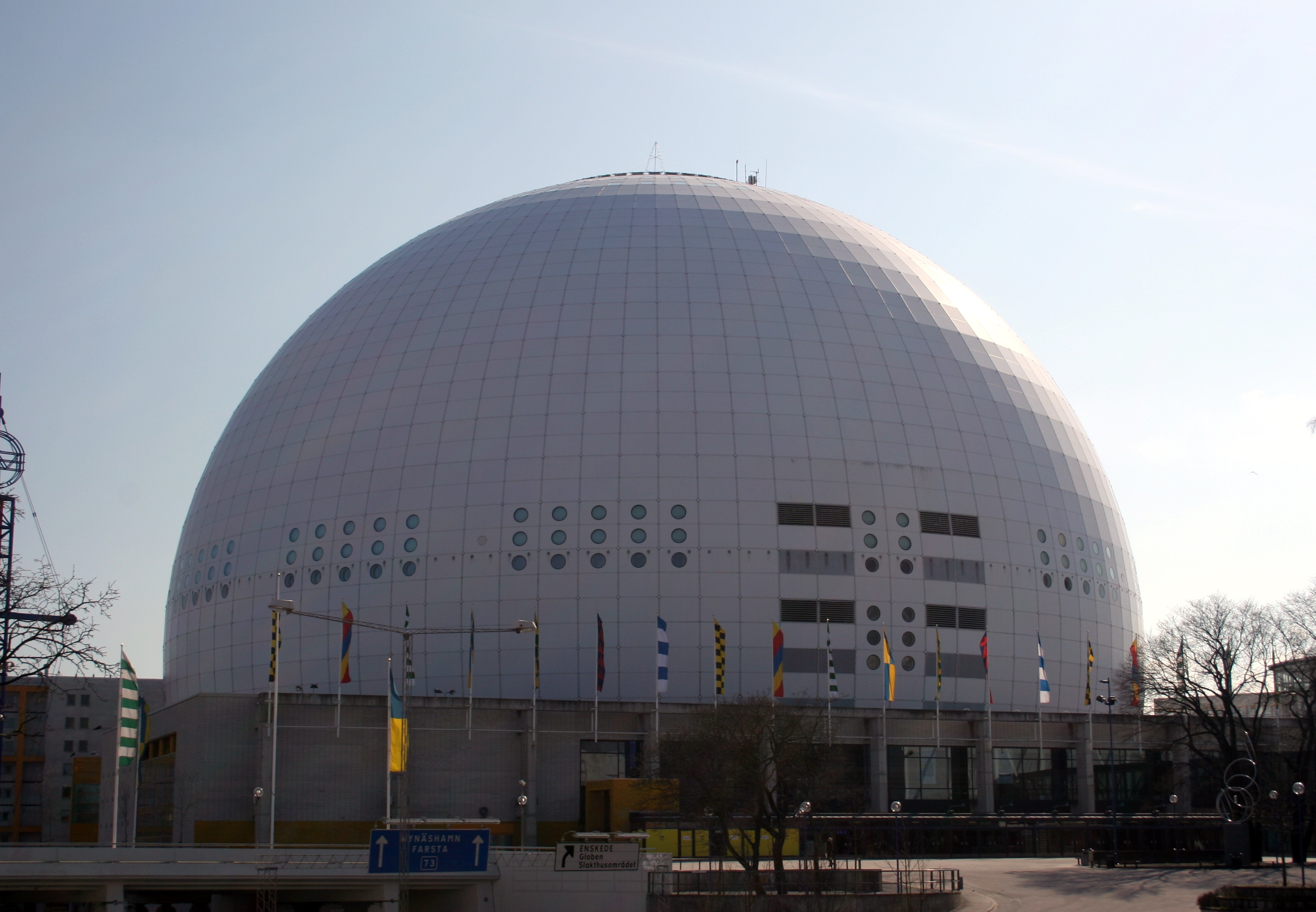
Эрикссон Глоуб
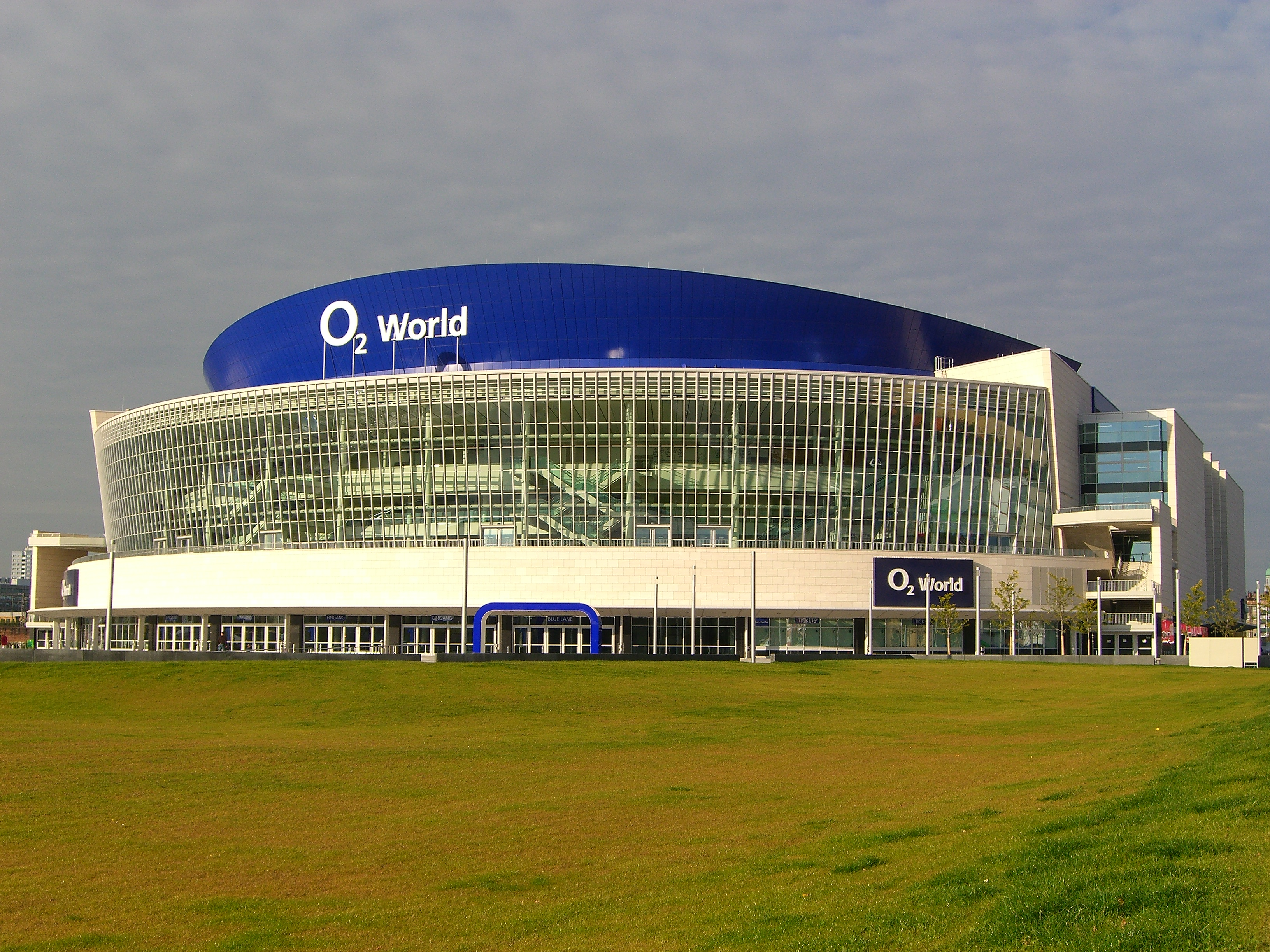
О2 World
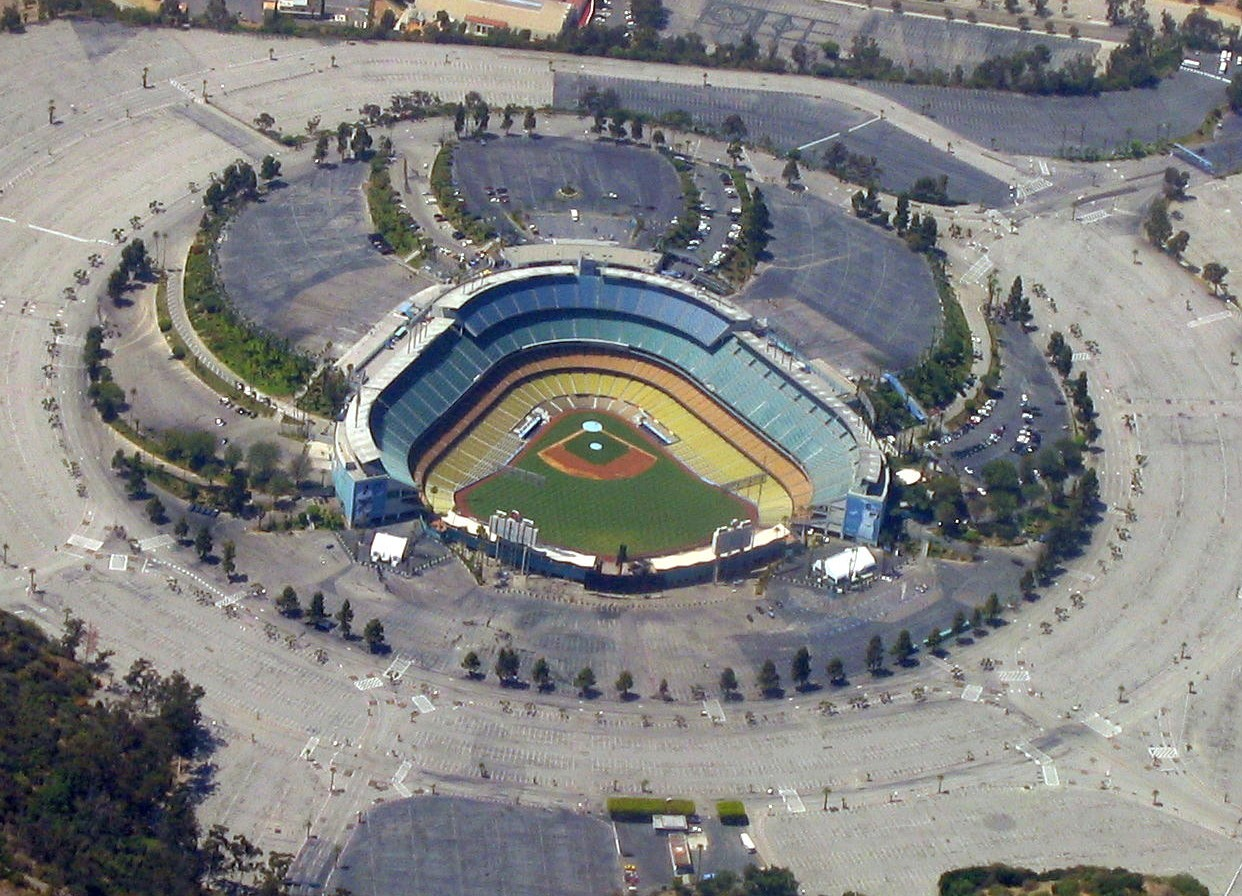
Доджер Стэдиум

## Талисман команды, маскот
Талисманом команды является лев по имени Бэйли. Рост талисмана составляет 6 футов 4 дюйма вместе с гривой (примерно 193 см). Бэйли носит свитер под номером 72.
Назван в честь Гарнета «Аса» Бэйли, который работал руководителем скаутской службы «Лос-Анджелес Кингз» и погиб в результате террористического акта 11 сентября 2001 года. Бэйли является вторым талисманом в истории «Лос-Анджелеса». До Бэйли талисманом «Кингз» являлся снежный барс по кличке Кингстон.

## Статистика выступлений
| Обладатели Кубка Стэнли | Победители конференции | Победители дивизиона | Лидеры лиги |

Сокращения: И = сыгранные матчи в регулярном чемпионате, В = победы, П = поражения, ПО = поражения в овертаймах, О = очки, ЗШ = забитые шайбы, ПШ = пропущенные шайбы, Штр. = штрафное время (мин.), Рег. чемп. = место, занятое в указанном дивизионе по итогам регулярного чемпионата, Плей-офф = результат в плей-офф
| Сезон   | Команда | И  | В  | П  | ПО | О   | ЗШ  | ПШ  | Рег. чемп.       | Плей-офф                                           |
| 2018-19 | 2018-19 | 82 | 31 | 42 | 9  | 71  | 202 | 262 | 8, Тихоокеанский | не попали                                          |
| 2019-20 | 2019-20 | 70 | 29 | 34 | 6  | 64  | 178 | 212 | 7, Тихоокеанский | не попали                                          |
| 2020-21 | 2020-21 | 56 | 21 | 28 | 7  | 49  | 143 | 170 | 6, Западный      | не попали                                          |
| 2021-22 | 2021-22 | 82 | 44 | 27 | 11 | 99  | 239 | 236 | 3, Тихоокеанский | поражение в первом раунде, 3-4 («Эдмонтон Ойлерз») |
| 2022-23 | 2022-23 | 82 | 47 | 25 | 10 | 104 | 280 | 257 | 3, Тихоокеанский | поражение в первом раунде, 2-4 («Эдмонтон Ойлерз») |
| 2023-24 | 2023-24 | 82 | 44 | 27 | 11 | 99  | 256 | 215 | 3, Тихоокеанский | поражение в первом раунде, 1-4 («Эдмонтон Ойлерз») |
| 2024-25 | 2024-25 | 82 | 48 | 25 | 9  | 105 | 250 | 206 | 2, Тихоокеанский | поражение в первом раунде, 2-4 («Эдмонтон Ойлерз») |

## Команда

### Текущий состав
| №                        | Игрок             | Страна                    | Хват    | Дата рождения             | Рост (см) | Вес (кг) | Средняя зарплата ($) | Контракт до |
| Вратари                  | Вратари           | Вратари                   | Вратари | Вратари                   | Вратари   | Вратари  | Вратари              | Вратари     |
| ------------------------ | ----------------- | ------------------------- | ------- | ------------------------- | --------- | -------- | -------------------- | ----------- |
| 1                        | Эрик Портильо     | Швеция                    | Левый   | 3 сентября 2000 (24 года) | 197       | 95       | 783,333              | 2026/27     |
| 29                       | Финикс Копли      | Соединённые Штаты Америки | Левый   | 18 января 1992 (33 года)  | 193       | 91       | 775,000              | 2025/26     |
| -                        | Антон Форсберг    | Швеция                    | Левый   | 27 ноября 1992 (32 года)  | 187       | 87       | 2,250,000            | 2026/27     |
| 35                       | Дарси Кемпер      | Канада                    | Левый   | 5 мая 1990 (35 лет)       | 195       | 93       | 5,250,000            | 2026/27     |
| Защитники                |                   |                           |         |                           |           |          |                      |             |
| 2                        | Брайан Дюмулин    | Соединённые Штаты Америки | Левый   | 6 сентября 1991 (33 года) | 193       | 94       | 4,000,000            | 2027/28     |
| -                        | Коди Сиси         | Канада                    | Правый  | 21 декабря 1993 (31 год)  | 188       | 94       | 4,500,000            | 2028/29     |
| 6                        | Джоэль Эдмундсон  | Канада                    | Левый   | 28 июня 1993 (32 года)    | 193       | 100      | 3,850,000            | 2027/28     |
| 7                        | Кайл Берроуз      | Канада                    | Правый  | 12 июля 1995 (30 лет)     | 183       | 90       | 1,100,000            | 2025/26     |
| 8                        | Дрю Даути — А     | Канада                    | Правый  | 8 декабря 1989 (35 лет)   | 185       | 88       | 11,000,000           | 2026/27     |
| 43                       | Якоб Моверар      | Швеция                    | Левый   | 31 августа 1998 (26 лет)  | 189       | 90       | 775,000              | 2025/26     |
| 44                       | Мики Андерсон — А | Соединённые Штаты Америки | Левый   | 25 мая 1999 (26 лет)      | 183       | 89       | 4,125,000            | 2030/31     |
| 92                       | Брэндт Кларк      | Канада                    | Правый  | 9 февраля 2003 (22 года)  | 188       | 85       | 925,000              | 2025/26     |
| Левые крайние нападающие |                   |                           |         |                           |           |          |                      |             |
| 10                       | Кори Перри        | Канада                    | Правый  | 16 мая 1985 (40 лет)      | 191       | 95       | 2,000,000            | 2025/26     |
| 12                       | Тревор Мур        | Соединённые Штаты Америки | Левый   | 31 марта 1995 (30 лет)    | 178       | 83       | 4,200,000            | 2027/28     |
| 22                       | Кевин Фиала       | Швейцария                 | Левый   | 22 июля 1996 (29 лет)     | 178       | 87       | 7,875,000            | 2028/29     |
| 37                       | Уоррен Фогеле     | Канада                    | Левый   | 1 апреля 1996 (29 лет)    | 188       | 86       | 3,500,000            | 2026/27     |
| 39                       | Джефф Мэлот       | Канада                    | Левый   | 7 августа 1996 (28 лет)   | 193       | 91       | 775,000              | 2025/26     |
| 47                       | Андре Ли          | Швеция                    | Левый   | 26 июля 2000 (25 лет)     | 193       | 93       | 775,000              | 2026/27     |
| 96                       | Андрей Кузьменко  | Россия                    | Правый  | 4 февраля 1996 (29 лет)   | 181       | 88       | 4,300,000            | 2025/26     |
| Центрфорварды            |                   |                           |         |                           |           |          |                      |             |
| 11                       | Анже Копитар — К  | Словения                  | Левый   | 24 августа 1987 (37 лет)  | 192       | 101      | 7,000,000            | 2025/26     |
| 15                       | Алекс Тюркотт     | Соединённые Штаты Америки | Левый   | 26 февраля 2001 (24 года) | 180       | 84       | 775,000              | 2026/27     |
| 24                       | Филлип Дано — А   | Канада                    | Левый   | 24 февраля 1993 (32 года) | 185       | 88       | 5,500,000            | 2026/27     |
| 26                       | Акил Томас        | Канада                    | Правый  | 2 января 2000 (25 лет)    | 182       | 77       | 775,000              | 2025/26     |
| 57                       | Гленн Гоудин      | Канада                    | Правый  | 25 марта 1997 (28 лет)    | 185       | 87       | 775,000              | 2025/26     |
| 61                       | Тревор Льюис      | Соединённые Штаты Америки | Правый  | 8 января 1987 (38 лет)    | 185       | 92       | 800,000              | 2024/25     |
| 70                       | Коул Гаттман      | Соединённые Штаты Америки | Правый  | 6 апреля 1999 (26 лет)    | 178       | 74       | 775,000              | 2026/27     |
| 79                       | Самуэль Хелениус  | Финляндия                 | Левый   | 26 ноября 2002 (22 года)  | 199       | 99       | 805,833              | 2025/26     |
| Правые крайние форварды  |                   |                           |         |                           |           |          |                      |             |
| 9                        | Адриан Кемпе      | Швеция                    | Левый   | 13 сентября 1996 (28 лет) | 187       | 85       | 5,500,000            | 2025/26     |
| 14                       | Алекс Лаферрье    | Соединённые Штаты Америки | Правый  | 28 октября 2001 (23 года) | 183       | 78       | 4,100,000            | 2027/28     |
| 40                       | Йоэль Армиа       | Финляндия                 | Правый  | 31 мая 1993 (32 года)     | 192       | 93       | 2,500,000            | 2026/27     |
| 52                       | Тэйлор Уорд       | Канада                    | Правый  | 31 марта 1998 (27 лет)    | 188       | 88       | 775,000              | 2025/26     |
| 55                       | Куинтон Байфилд   | Канада                    | Левый   | 19 августа 2002 (22 года) | 193       | 98       | 6,250,000            | 2028/29     |

### Штаб
| Должность            | Имя           | Страна                    | Дата рождения             | В должности |
| -------------------- | ------------- | ------------------------- | ------------------------- | ----------- |
| Генеральный менеджер | Кен Холланд   | Канада                    | 10 декабря 1969 (55 лет)  | с 2025 года |
| Главный тренер       | Джим Хиллер   | Канада                    | 15 мая 1969 (56 лет)      | с 2024 года |
| Помощник тренера     | Ньюэлл Браун  | Канада                    | 14 февраля 1962 (63 года) | с 2023 года |
| Помощник тренера     | Ди Джей Смит  | Канада                    | 13 мая 1977 (48 лет)      | с 2024 года |
| Помощник тренера     | Дерик Джонсон | Соединённые Штаты Америки | 13 января 1980 (45 лет)   | с 2023 года |
| Тренер вратарей      | Майк Бакли    | Соединённые Штаты Америки | 1 февраля 1977 (48 лет)   | с 2023 года |

### Капитаны команды
Первым капитаном в истории команды 1 декабря 1967 года был назначен Боб Уолл. С тех пор капитан у «Кингз» сменился 15 раз. Функции капитана в разное время выполняли 13 игроков. Назначенный капитаном команды 8 октября 2008 года Дастин Браун стал самым молодым капитаном в истории команды, а также первым капитаном «Кингз», родившимся на территории США. С 2016 года капитаном является словенец Анже Копитар.
- Боб Уолл, 1967-69
- Ларри Кэйхэн, 1969-71
- Боб Пулфорд, 1971-73
- Терри Харпер, 1973-75
- Майк Мёрфи, 1975-81
- Дэйв Льюис, 1981-83
- Терри Расковски, 1983-85
- Дэйв Тэйлор, 1985-89
- Уэйн Гретцки, 1989-96
- Люк Робитайл, 1992-93, 2006[17]
- Роб Блейк, 1996-01
- Маттиас Норстрём, 2001-07
- Роб Блейк, 2007-08
- Дастин Браун, 2008-16
- Анже Копитар[16], 2016-н.в.

### Неиспользуемые номера
- 4 — Роб Блейк, защитник (1990—2001, 2006—2008). Выведен из обращения 17 января 2015 года.
- 16 — Марсель Дионн, центральный нападающий (1975—1987). Выведен из обращения 8 ноября 1990 года.
- 18 — Дэйв Тэйлор, крайний нападающий (1977—1994). Выведен из обращения 3 апреля 1995 года.
- 20 — Люк Робитайл, крайний нападающий (1986—1994, 1997—2001, 2003—2006). Выведен из обращения 20 января 2007 года.
- 23 — Дастин Браун, крайний нападающий (2003—2022). Выведен из обращения 11 февраля 2023 года.
- 30 — Роги Вашон, вратарь (1972—1978). Выведен из обращения 14 февраля 1985 года.
- 99 — Уэйн Гретцки, центральный нападающий (1988—1996). Выведен из обращения 9 октября 2002 года (также этот номер выведен из обращения во всех клубах НХЛ).

### Игроки, выбранные в первом раунде драфта
- 1967: Рик Пагнутти (1-й общий номер)
- 1968: Джим Макиналли (7-й общий номер)
- 1969: нет
- 1970: нет
- 1971: нет
- 1972: нет
- 1973: нет
- 1974: нет
- 1975: Тим Янг (16-й общий номер)
- 1976: нет
- 1977: нет
- 1978: нет
- 1979: Джей Уэллс (16-й общий номер)
- 1980: Лэрри Мёрфи (4-й общий номер) и Джим Фокс (10-й общий номер)
- 1981: Дуг Смит (2-й общий номер)
- 1982: нет
- 1983: нет
- 1984: Крейг Рэдмонд (6-й общий номер)
- 1985: Крейг Данкансон (9-й общий номер) и Дэн Грэттон (10-й общий номер)
- 1986: Джимми Карсон (2-й общий номер)
- 1987: Уэйн Макбин (4-й общий номер)
- 1988: Мартин Желина (7-й общий номер)
- 1989: нет
- 1990: Дэррил Сидор (7-й общий номер)
- 1991: нет
- 1992: нет
- 1993: нет
- 1994: Джейми Сторр (7-й общий номер)
- 1995: Аки Берг (3-й общий номер)
- 1996: нет
- 1997: Олли Йокинен (3-й общий номер) и Мэтт Зультек (15-й общий номер)
- 1998: Мэтью Байрон (21-й общий номер)
- 1999: нет
- 2000: Александр Фролов (20-й общий номер)
- 2001: Йенс Карлсон (18-й общий номер) и Дэйв Стекел (30-й общий номер)
- 2002: Денис Гребешков (18-й общий номер)
- 2003: Дастин Браун (13-й общий номер), Брайан Бойл (26-й общий номер) и Джефф Тамбеллини (27-й общий номер)
- 2004: Лори Туконен (11-й общий номер)
- 2005: Анже Копитар (11-й общий номер)
- 2006: Джонатан Бернье (11-й общий номер) & Тревор Льюис (17-й общий номер)
- 2007: Томас Хикки (4-й общий номер)
- 2008: Дрю Даути (2-й общий номер) и Кольтен Тойберт (13-й общий номер)
- 2009: Брэйден Шенн (5-й общий номер)
- 2010: Дерек Форборт (15-й общий номер)
- 2011: нет (отдан в «Эдмонтон Ойлерс» в обмен на Дастина Пеннера)
- 2012: Таннер Пирсон (30-й общий номер)
- 2013: нет (в «Коламбус Блю Джекетс» с Джеком Джонсоном в обмен на Джеффа Картера)
- 2014: Адриан Кемпе (29-й общий номер)
- 2015: нет (отдан в «Бостон Брюинз» как часть сделки по обмену Милана Лучича)
- 2016: нет (отдан в «Каролину Харрикейнз» в обмен на Андрея Секеру)
- 2017: Габриэль Виларди (общий 11-й номер)
- 2018: Расмус Купари (общий 20-й номер)
- 2019: Алекс Тюркотт (общий 5-й номер) и Тобиас Бьёрнфот (общий 22-й номер)
- 2020: Куинтон Байфилд (общий 2-й номер)
- 2021: Брэндт Кларк (общий 8-й номер)
- 2022: нет (отдан в «Миннесоту Уайлд» в обмен на Кевина Фиалу)

## Призы и награды

### Командные и индивидуальные награды
| Приз Кларенса Кэмпбелла - 1992-93, 2011-12, 2013-14 Арт Росс Трофи - Марсель Дионн: 1979-80 - Уэйн Гретцки: 1989-90, 1990-91, 1993-94 Билл Мастертон Мемориал Трофи - Батч Горинг: 1977-78 - Боб Борн: 1987-88 - Дэйв Тэйлор: 1990-91 Колдер Трофи - Люк Робитайл: 1986-87 Харт Мемориал Трофи - Уэйн Гретцки: 1988-89 Джеймс Норрис Мемориал Трофи - Роб Блейк: 1997-98 - Дрю Даути: 2015/16 Кинг Клэнси Трофи - Дэйв Тэйлор: 1990-91 | Леди Бинг Трофи - Марсель Дионн: 1976-77 - Батч Горинг: 1977-78 - Уэйн Гретцки: 1990-91, 1991-92, 1993-94 Лестер Пирсон Авард - Марсель Дионн: 1978-79, 1979-80 Лестер Патрик Трофи - Терри Савчук: 1970-71 - Брюс Макнэлл: 1992-93 - Уэйн Гретцки: 1993-94 НХЛ плюс/минус Авард - Марти Максорли: 1990-91 (разделил первое место с Теореном Флери, игроком «Калгари Флэймз») Конн Смайт Трофи - Джонатан Куик: 2011/12 - Джастин Уильямс: 2013/14 Фрэнк Дж. Селки Трофи - Анже Копитар: 2015/16, 2017/18 |

### Символические сборные
| 1-я команда всех звезд НХЛ - Марсель Дионн: 1976-77, 1979-80 - Чарли Симмер: 1979-80, 1980-81 - Люк Робитайл: 1987-88, 1988-89, 1989-90, 1990-91, 1992-93 - Уэйн Гретцки: 1990-91 - Роб Блейк: 1997-98 2-я команда всех звезд НХЛ - Роже Вашон: 1974-75, 1976-77 - Марсель Дионн: 1978-79, 1980-81 - Марио Лессар: 1980-81 - Дэйв Тэйлор: 1980-81 - Люк Робитайл: 1986-87, 1991-92, 2000-01 - Уэйн Гретцки: 1988-89, 1989-90, 1993-94 - Роб Блейк: 1999-00 | Команда лучших новичков НХЛ - Джимми Карсон: 1986-87 - Стив Дюшен: 1986-87 - Люк Робитайл: 1986-87 - Роб Блейк: 1990-91 - Джейми Сторр: 1997-98, 1998-99 - Любомир Вишнёвский: 2000-01 - Дрю Даути: 2008-09 |

## Индивидуальные рекорды
- Наибольшее количество очков за сезон: Уэйн Гретцки — 168 (54+114 в 1988-89)
- Наибольшее количество заброшенных шайб за сезон: Берни Николс — 70 (1988-89)
- Наибольшее количество результативных передач за сезон: Уэйн Гретцки — 122 (1990-91)
- Наибольшее количество штрафных минут за сезон: Марти Максорли — 399 (1992-93)
- Наибольшее количество очков, набранных защитником за один сезон: Ларри Мёрфи — 76 (16+60 в 1980-81)
- Наибольшее количество «сухих» игр: Джонатан Куик — 10 (2011—2012)
- Наибольшее количество голов за один розыгрыш Кубка Стэнли среди защитников (6) и по количеству победных голов среди всех полевых игроков (4): Вячеслав Войнов (2012—2013)